# Castillo Maus

El Castillo Maus (en alemán: Burg Maus. "Castillo del ratón") es un castillo que domina el pueblo alemán de Wellmich en el municipio de Sankt Goarshausen en el estado federal de Renania-Palatinado. Está ubicado en un promontorio de la orilla este del río Rin, al norte del castillo Katz en Sankt Goarshausen y frente al castillo Rheinfels de Sankt Goar en la orilla opuesta del río. 
Está catalogado como Patrimonio de la humanidad de la UNESCO desde el año 2002.

## Historia
La construcción del castillo Maus comenzó en 1356 bajo el patrocinio de Bohemundo II, arzobispo entonces de la Diócesis de Tréveris y continuado por sus sucesores durante los 30 años siguientes. La diócesis se vio obligada a su construcción debido a que habían adquirido los derechos de peaje del río Rin y necesitaron reforzar la seguridad de sus límites con el condado de 
Katzenelnbogen, quienes habían construido el castillo Katz y el Rheinfels.
Durante la segunda mitad del siglo XIV, el castillo se convirtió en una de las residencias habituales del arzobispo de Tréveris.
A pesar de la proximidad de los dos castillos adversarios, Maus nunca fue `destruido aunque entre los siglo XVI y el siglo XVII estuvo a punto de desaparecer por abandono. A comienzos del siglo XX, entre los años 1900 y 1906, se reanudaron las labores de reconstrucción a cargo del arquitecto Wilhelm Gärtner quien prestó una especial atención a los detalles históricos.
Durante los bombardeos de la II Guerra Mundial el castillo sufrió diversos daños que fueron reparados. En la actualidad, el castillo Maus es un centro de aves hogar de halcones, búhos y águilas. En el centro se organizan demostraciones de vuelo para los visitantes desde finales de marzo a principios de octubre.

## Descripción
El recinto amurallado contiene dos edificios residenciales y la vertiente más vulnerable de la colina donde se asienta el castillo es defendida con una imponente torre del homenaje.

## Etimología
La creencia popular atribuye el nombre a una broma de los condes de Katzenelnbogen a la diócesis de Tréveris durante los 30 años que duró la construcción. Los condes afirmaban que ese castillo era el ratón (maus) que se iba a comer su gato, el Burg Katz (castillo del gato).
El nombre original era Burg Peterseck (castillo Peterseck o san Peterseck). Otros nombres con que el castillo es conocido son Thurnberg o Deuernburg

## Galería

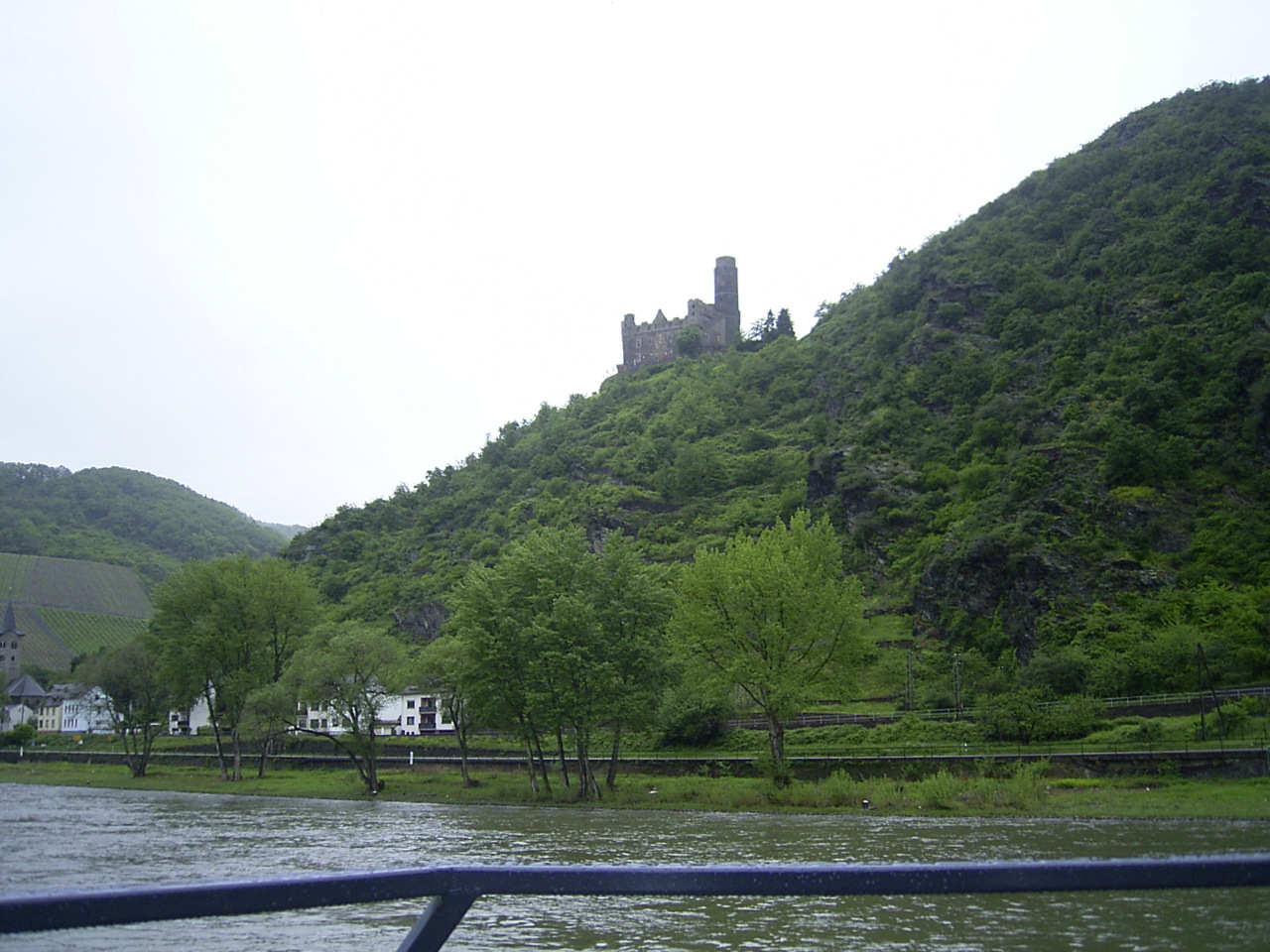
Vista desde el río.
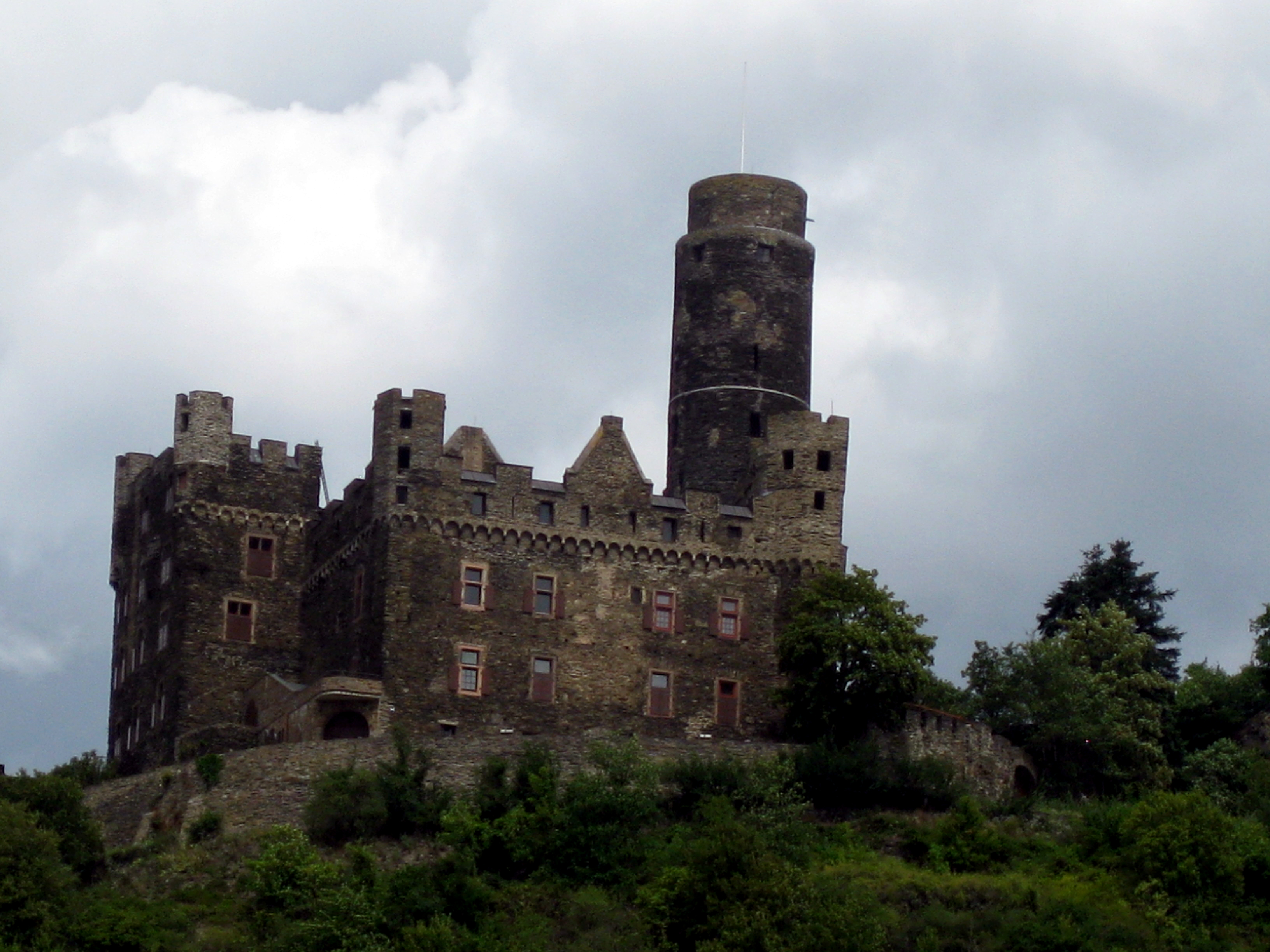
Castillo Maus sobre el Rin.
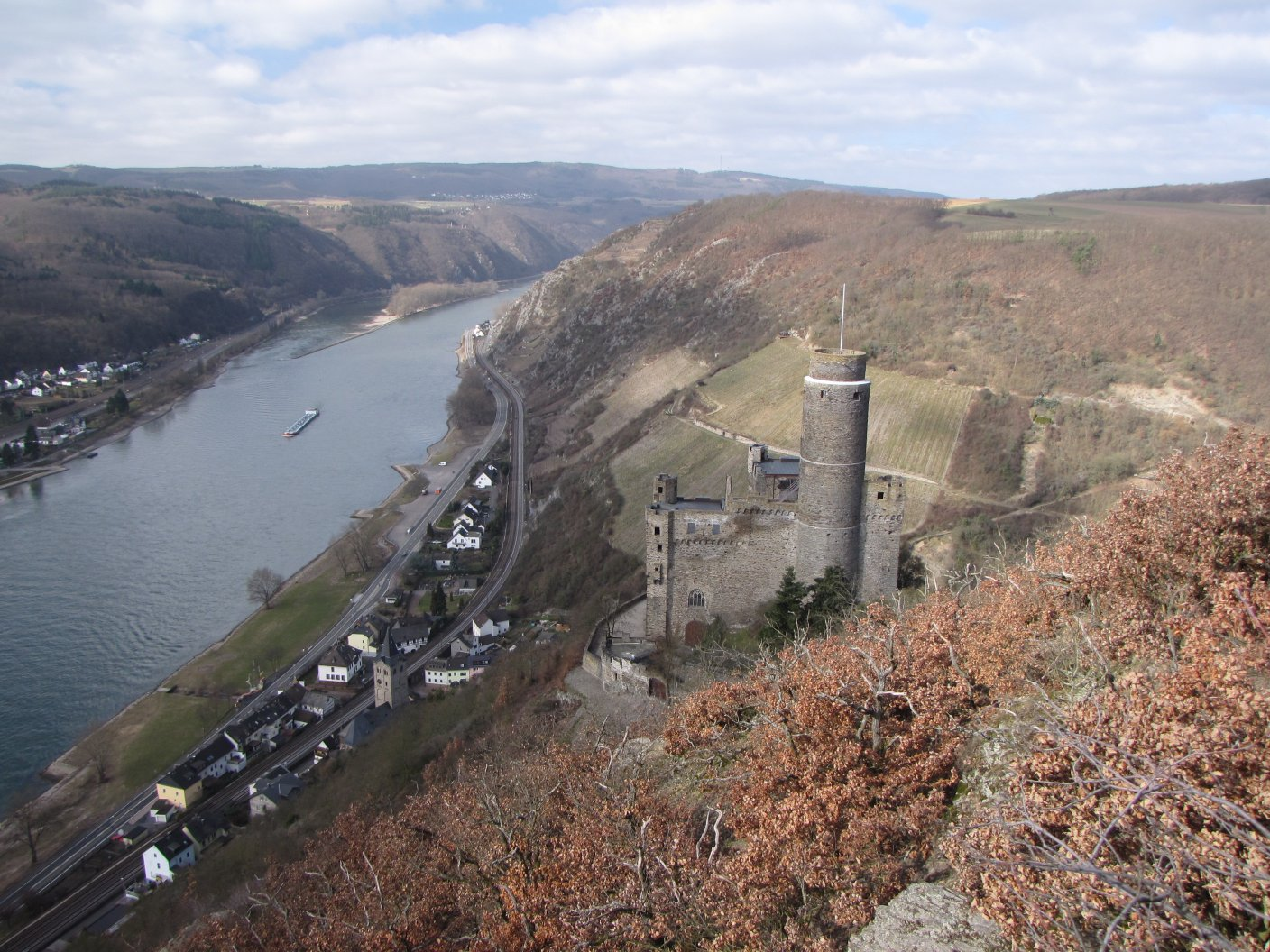
Castillo Maus sobre el pueblo de Wellmich